# Gonopodium

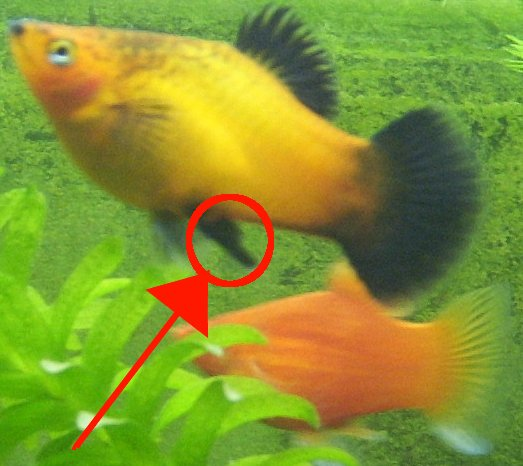
Två hanar av platy, med gonopodiet markerat på den övre.

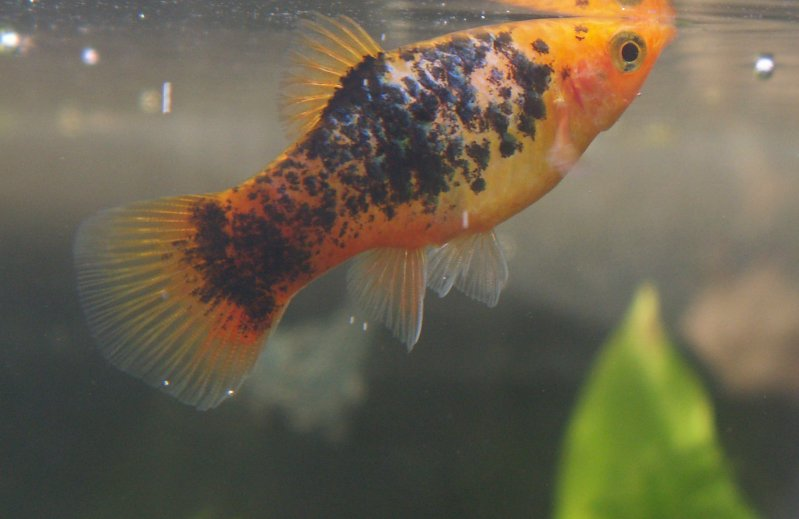
Hona av platy, med en normalt formad analfena.

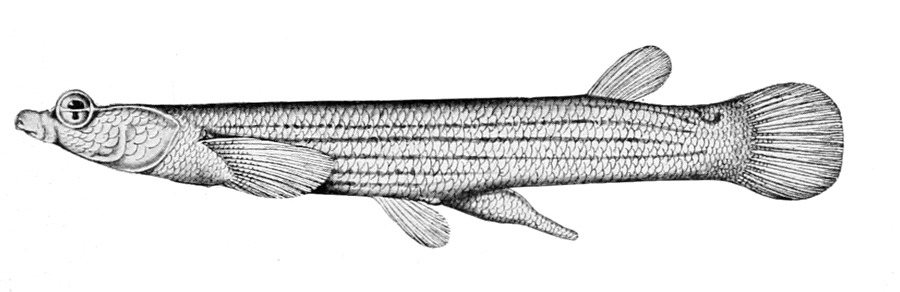
Hane av fyrögonfisk (Anableps anableps) med analfenan ombildad till ett gonopodium.

Gonopodium är en till  fortplantningsorgan ombildad extremitet hos hanar bland en del leddjur – såsom vissa kräftdjur och mångfotingar – och hos en del fiskar.

## Etymologi
Ordet "gonopodium" är sammansatt av gammalgrekiska gon, "fortplantning", eller gonos, "födelse", "ursprung"; och podos; "fot", "ben".

## Gonopodium hos fiskar
Hos fiskar består gonopodiet av en utdragen, ombildad analfena. Dessa fiskar förökar sig inte genom att lägga rom, utan honorna befruktas invärtes för att sedan efter en tids dräktighet föda färdigutvecklade, frisimmande yngel. Organet förekommer hos alla hanar i de båda familjerna levandefödande tandkarpar (Poeciliidae) och fyrögonfiskar (Anablepidae), samt hos många hanar bland broskfiskarna (klassen Chondrichthyes). Exempel på arter som har gonopodium är akvariefiskarna guppy, platy och svärdbärare, samt vissa arter bland hajarna.

## Liknande organ hos andra djur
Fiskarnas gonopodium är jämförbart med det så kallade andropodium som förekommer hos alla arter av halvnäbbfiskar i släktet Hemirhamphodon och hos samtliga arter i familjen höglandstandkarpar (Goodeidae). Utvecklingen av gonopodium har emellertid inte uppstått genom nedärvda karaktäristika från en gemensam förfader till fiskar med andropodium, utan är ett exempel på homoplasi uppkommen som ett resultat av så kallad konvergent evolution.